# Бори, Жан-Луи
Жан-Луи́ Бори́ (фр. Jean Louis Bory; 25 июня 1919, Меревиль, Эссонна — 12 июня 1979, там же) — французский писатель, журналист и кинокритик.

## Биография
Бори родился в 1919 году в городе Меревиль в семье фармацевта и учительницы. Родители Жана-Луи не были религиозными людьми, так что религия практически не оказала на него влияния. Личность будущего писателя формировалась под влиянием Народного Фронта. Получил образование в лицее Генриха IV.
В 1939 году Жана-Луи призвали в армию. В Латинский квартал он вернулся в октябре 1942 года. В июле 1945 года сдал экзамены agrégation des lettres. Двумя месяцами позже издательство Flammarion опубликовало первую повесть Бори «Моё село в немецкие времена», которая вскоре получила Гонкуровскую премию 1945 года. Вторая книга Бори «Chère Aglaë» (1947) была менее успешной. В 1948 году Бори получает назначение в Париж (газета «La Gazette des Lettres»).
Жан-Луи Бори принадлежал к политически активной литературной элите Франции. В своё время знаменитый французский писатель Луи Арагон склонял Бори к вступлению в коммунистическую партию Франции. Однако Жан-Луи Бори ограничился присоединением к прокоммунистической группе пацифистов Mouvement de la Paix, Национальной Ассоциации Писателей, а также Обществу Франция-СССР (фр. Association France-URSS).
В 1952 году состоялся журналистский дебют Бори в газете Samedi Soir. С 1955 года работает в газете L’Express вместе со своим другом Франсуа Эрвалем.
В 1956 году происходит разрыв Бори с коммунистами из-за ввода советских войск в Венгрию для подавления восстания. Против этого вторжения Бори подписал петицию вместе с Эдгаром Мореном, Жилем Мартине, Жаном-Мари Домена и др. В продолжение этого Бори выходит из Почётного Комитета Общества Франция-СССР. Политические воззрения Бори остались неизменными, он продолжал выступать против колонизации стран третьего мира. Так, в 1960 году, когда его редактор Рене Жюльяр (фр. Rene Julliard) предложил ему подписать петицию Манифест 121, — он, не задумываясь, согласился, в связи с чем его преподавательская деятельность в лицее Генриха IV, которой он занимался с 1957 года, была приостановлена. Он был восстановлен в должности через несколько месяцев, но интерес к преподаванию у него стал пропадать.
В 1957 году Жан-Луи Бори вошёл в редакционный совет Cahiers des saisons, где он опубликовывал свои литературные работы. В 1961 году он сменил Франсуа Трюффо в качестве кинокритика еженедельника Arts. В течение следующего года он оставил преподавание и работу в La Gazette des Lettres, чтобы всецело посвятить себя журналистике и литературе. Попытка повторить былой литературный успех романом «Аромат травы» (фр. L’Odeur de l’herbe, 1962) не имела успеха. Успех, однако, ждал его на поприще кинокритики. Так, в 1964 году он принимал участие в программах Le Masque et la Plume, после выступления в которых снискал известность у публики. В конце 1964 года он окончательно уходит из L’Express, одновременно с этим уходит в прошлое и его дружба с Франсуа Эрвалем.
В январе 1965 года Ги Дюмюр (Guy Dumur) предложил ему продолжить заниматься критикой в Nouvel Observateur. Там он содействовал реабилитации Луи-Фердинана Селина, а также приобрёл таких друзей, как Поль Моран и Жак Шардон. С ноября 1966 года он сменил Мишеля Курно (Michel Cournot) в качестве основного кинокритика в Nouvel Observateur.
В рамках Masque et la plume, он много освещал кино третьего мира, особенно африканское и арабское. Бори стал наиболее авторитетным кинокритиком Латинского квартала, в частности, круга «Art et Essais». В мае 1968 года он стал одним из лидеров акции, остановившей Каннский кинофестиваль: он произносит пламенную речь у Дворца фестивалей перед студентами, спровоцировав беспорядки в Париже. Интересно, что при этом ещё годом ранее он был членом жюри Каннского фестиваля. Бори, тем не менее, входил в состав жюри Каннского фестиваля с 1970 по 1973 год. Он также играл решающую роль в фестивале в Ла-Рошели. В редакции Nouvel Observateur он появлялся уже периодически и лишь оставлял материал для публикаций.
В 1970-е годы он начинает активно защищать гомосексуалов. Это нашло отражение в его автобиографических работах «Шкура Зебры» (1969) и «Рождённые женщиной» (1976), но в большей степени в романе «Моя половина апельсина» (1973), который имел большой успех, и в котором он открыто признался в собственной гомосексуальности. Он принял участие в ассоциации гомосексуалов «Аркадия» (фр. Arcadia), делал доклад на их конференции. Позднее он стал частью Front homosexuel d'action révolutionnaire.
Одновременно с политической борьбой и общественной деятельностью, Бори публикует ещё несколько повестей: «Eugène Sue, dandy et socialiste» (1973), историческое эссе «La Révolution de Juillet» (1972). Но самым большим успехом в его литературной карьере стал роман «Le Pied», написанный им в 1976 году. Роман разошёлся тиражом более 100,000 экземпляров.
В августе 1977 года он впал в тяжёлую депрессию. Короткий период ремиссии длился с октября 1978 года по февраль 1979 года и позволил Бори опубликовать в 1978 году его последнее произведение, «Cambacérès».
Жан-Луи Бори покончил с собой в родном городе в ночь с 11 на 12 июня 1979 года.